# Il va pleuvoir sur Conakry
Il va pleuvoir sur Conakry è un film del 2007 diretto da Cheick Fantamady Camara.
È una co-produzione tra Guinea, Burkina Faso e Francia.
Religione e politica fanno da sfondo alla storia d'amore tra un giornalista e una programmatrice di computer. Il film denuncia le trame che uniscono stato e religione per mantenere lo status quo e frenare lo sviluppo, paralizzando così in particolare moltissimi villaggi africani.
Il film è stato presentato al 27º Festival di cinema africano di Verona.

## Trama
Bibi è un vignettista satirico e la sua compagna Kesso programmatrice di computer. I due aspettano un figlio ma il padre di Bibi, Karamako, imam di Conakry, non può accettare di avere un nipote nato al di fuori del matrimonio. Vuole che il figlio, come vuole la tradizione, si rechi in Arabia Saudita. Non intende delegittimare il proprio ruolo e vuole mantenere la sua influenza sulla popolazione. Durante la stagione secca tutti sono convinti che solamente le preghiere potranno far ritornare la pioggia e proprio per questo motivo, responsabile della distribuzione dell'acqua, è stato nominato l'imam. Ma Bibi non vuole piegarsi agli antichi costumi e sceglie di ribellarsi.

## Produzione
Il film fu prodotto dalla Conakry-Ouagadougou-Paris Films (COP) e Les Films Djoliba.

## Distribuzione
Il film venne presentato al Festival di Cannes il 23 maggio 2007. Vinse il premio del pubblico al Fespaco, il Festival Panafricain du Cinéma di Ouagadougou, partecipando a numerose altre manifestazioni cinematografiche.
In Francia, il film fu distribuito in sala dall'Atlantis Distribution il 30 aprile 2008.

## Riconoscimenti
Il va pleuvoir sur Conakry è una pellicola apprezzata che ha vinto nel 2007 il premio del pubblico al Festival Panafricain du Cinéma de Ouagadougou e al Festival di cinema africano di Verona.